# Eirodziesma 2002
El III Eirodziesma tuvo lugar en Ventspils el 2 de marzo de 2002. Teóricamente, este festival debería haberse suspendido y haberse hecho su tercera edición en 2003, ya que Letonia había quedado descalificada del Festival de la Canción de Eurovisión 2002 por su mal resultado en el festival de 2001. Sin embargo, la retirada de Portugal permitió a Letonia participar en el festival, y la ganadora del Eirodziesma, Marie N, con la canción I Wanna, ganó el festival que se celebró el 25 de mayo en Tallin, Estonia.
El hecho de ganar Eurovisión en la tercera participación fue el récord de menos tiempo entre el debut y la victoria para un país que no participó en el Festival de la Canción de Eurovisión 1956. Sin embargo, este récord se volvió a batir en 2004 cuando Ucrania ganó el festival en su segunda participación, y, posteriormente, en Eurovisión 2007, cuando Serbia, en su debut como país independiente (tras unos años de participación junto con Montenegro), ganó el festival. 

## Resultados
El Eirodziesma 2002 fue organizado LTV y tuvo lugar en el Olympic Centre de Ventspils, presentado por Ija Circene and Eriks Niedra. Participaron 15 canciones, siendo la ganadora elegida por televoto. Todas las canciones estaban en inglés. La canción ganadora fue "I Wonna", cuyo título fue cambiado por "I Wanna" para el Festival de la Canción de Eurovisión 2002.
| N.º | Artista                    | Canción                     | Votos | Posición |
| --- | -------------------------- | --------------------------- | ----- | -------- |
| 1   | Marina Voitjuka            | "Wait (for Love)"           | 744   | 14       |
| 2   | Diana & Olga Pirags        | "My Town"                   | 1661  | 9        |
| 3   | Lauris Reiniks             | "My Memory Tape"            | 3215  | 5        |
| 4   | Caffe                      | "Amberland"                 | 766   | 12       |
| 5   | 4.elements                 | "Remember"                  | 1987  | 8        |
| 6   | Hameleoni                  | "My Only Dream"             | 502   | 15       |
| 7   | Tumsa                      | "This Is Not Paradise"      | 8003  | 3        |
| 8   | Linda Leen & Horens Stalbe | "Stop the War"              | 18103 | 2        |
| 9   | Sea Stones                 | "My Love Is for You"        | 753   | 13       |
| 10  | Jānis Stibelis             | "Let's Sing the Song"       | 3102  | 7        |
| 11  | Marie N                    | "I Wonna"                   | 26561 | 1        |
| 12  | Madāra Celma               | "A Girl from a Sunset Town" | 1258  | 11       |
| 13  | Andris Abelite             | "Be Alive"                  | 4864  | 4        |
| 14  | Džulians                   | "A Place to Call Home"      | 1328  | 10       |
| 15  | Gunars Kalninš             | "Tell Me Why"               | 3148  | 6        |

## Letonia en Eurovisión 2002
La noche del festival Marie N actuó vigesimotercera, siguiendo a Eslovenia y precediendo a Lituania. Nada más empezar la votación Letonia y Malta se pusieron en cabeza con una distancia apretada entre los dos. Malta se puso al principio ligeramente en cabeza, pero finalmente Letonia ganó con 176 puntos frente a los 164 de Malta. "I Wanna" recibió los 12 puntos de Estonia, Alemania, Israel, Lituania y España, siendo Rumania el único país que no le votó. Los 12 points del televoto letón fueron para Estonia.